# Земляных, Филимон Иосифович
Филимон Иосифович Земляных (1915—1975) — красноармеец Рабоче-крестьянской Красной Армии, участник Великой Отечественной войны, Герой Советского Союза (1945).

## Биография
Филимон Земляных родился в 1915 году в деревне Логашкино (ныне — Бердюжский район Тюменской области). Получил начальное образование. В 1937—1939 годах проходил службу в Рабоче-крестьянской Красной Армии. В 1941 году он повторно был призван в армию. С июля того же года — на фронтах Великой Отечественной войны. К августу 1944 года красноармеец Филимон Земляных был шофёром 1620-го лёгкого артиллерийского полка 34-й лёгкой артиллерийской бригады 20-й артиллерийской дивизии прорыва 51-й армии 1-го Прибалтийского фронта. Участвовал в сражениях на территории Латвийской ССР.
18 августа 1944 года немецкие войска предприняли танковую контратаку в районе населённого пункта Богачи Добельского района. Когда немецкие танки подошли к советским позициям, Земляных встал к орудию, весь расчёт которого выбыл из строя, и подбил два из них. Погрузив в свою автомашину получивших ранения бойцов и командиров, он вывез их из-под обстрела. 22 августа 1944 года у населённого пункта Крустини Земляных заменил собой выбывшего из строя наводчика и подбил ещё три немецких танка.
Указом Президиума Верховного Совета СССР от 24 марта 1945 года красноармеец Филимон Земляных был удостоен высокого звания Героя Советского Союза с вручением ордена Ленина и медали «Золотая Звезда» за номером 5381.

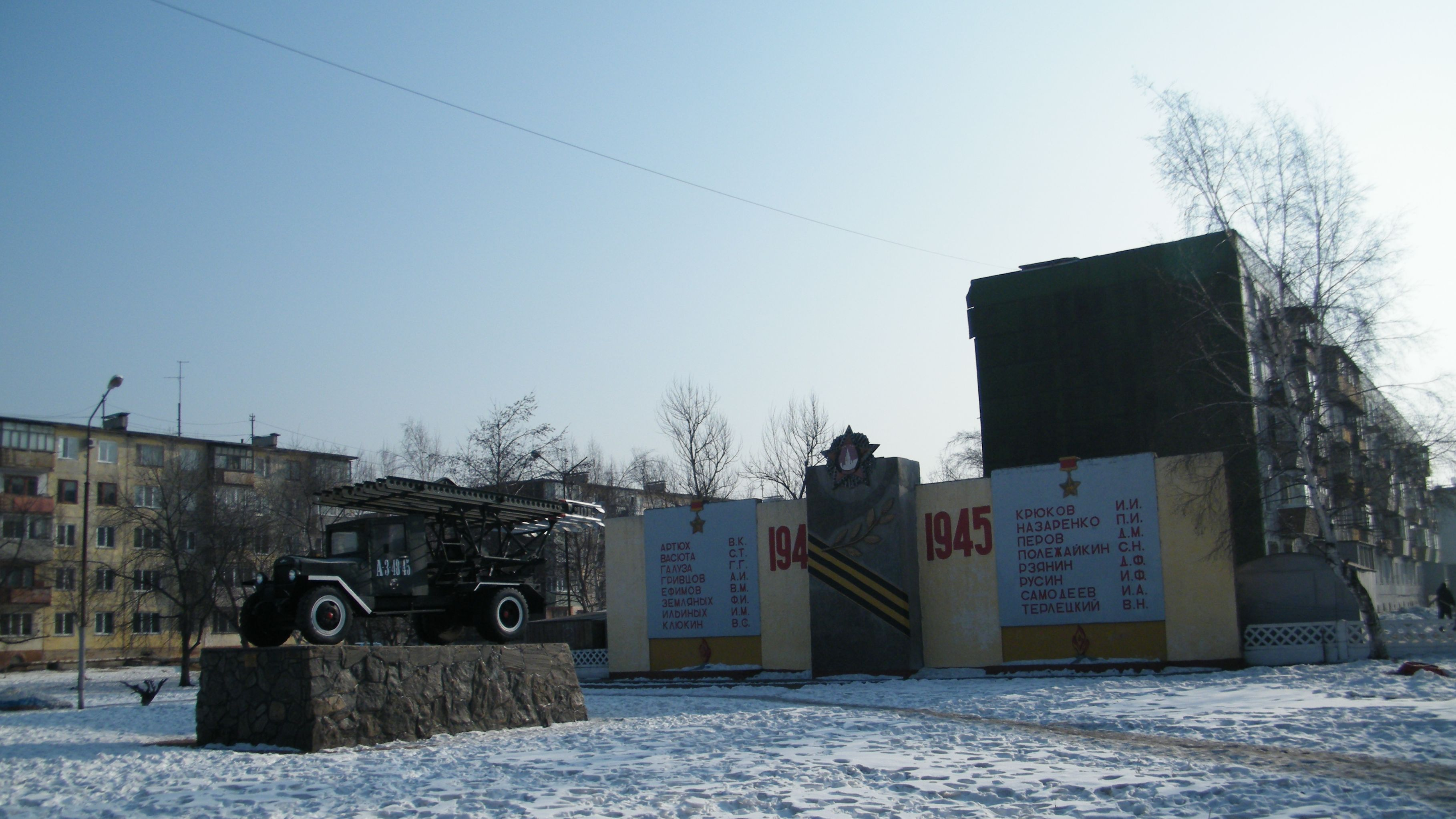
Город Уссурийск, УВВАКУ.

После окончания войны Земляных был демобилизован. Вернулся на родину, работал в Бердюжском райкоме КПСС. Умер 21 мая 1975 года.
Был также награждён орденом Красной Звезды и рядом медалей.
Имя воина-водителя, Героя Советского Союза Земляных Ф. И. увековечено на стене памяти Уссурийского высшего военного автомобильного командного училища.